# Jerry Carlsson
Jerry Carlsson (* 21. November 1953 in Oskarshamn) ist ein ehemaliger schwedischer Fußballspieler.

## Karriere
Carlsson kam im Seniorenbereich während der Spielzeit 1974 für den Oskarshamns AIK in einer der unteren Ligen im schwedischen Fußball zum Einsatz. In diesem Jahr gehörte er bereits auch dem IFK Göteborg in der Division 2 Södra, der zweithöchsten Spielklasse, an und bestritt – wie in seinem letzten Jahr, 1987 – ein Freundschaftsspiel. In seiner Premierenspielzeit bestritt er alle 26 Punktspiele, wobei er am 12. April 1975 (1. Spieltag) beim 1:0-Sieg im Heimspiel gegen den Jönköpings Södra IF gemeinsam mit seinem Zwillingsbruder Conny debütierte. Sein erstes von fünf Toren erzielte er am 17. Mai 1975 (6. Spieltag) beim 3:1-Sieg im Auswärtsspiel gegen den IS Halmia mit dem Treffer zum 2:1. Mit dem 3:1-Sieg am 1. November 1975 im Heimspiel gegen den Örebro SK und dem 1:1-Unentschieden am 8. November 1975 im Auswärtsspiel gegen den Malmö FF bestritt er mit dem Erstrunden- und dem Viertelfinalspiel seine ersten beiden Spiele im Wettbewerb um den Svenska Cupen, dem schwedischen Vereinspokal. Mit sieben Toren in 25 Punktspielen in der Spielzeit 1976 erzielte er die meisten Tore und trug somit zum Aufstieg in die Fotbollsallsvenskan, der höchsten Spielklasse, bei; dieser gehörte er von 1977 bis 1986 ununterbrochen an. Sein Erstligadebüt am 11. April 1977 (1. Spieltag) beim 1:1-Unentschieden im Heimspiel gegen den AIK Solna krönte er sogleich mit seinem ersten Tor, dem Treffer zum 1:0.
Während seiner Vereinszugehörigkeit gewann er je dreimal die Schwedische Meisterschaft und den Schwedischen Vereinspokal. Er bestritt 179 Erstliga- und 51 Zweitligaspiele, in denen er 14 und 12 Tore erzielte, sowie 40 nationale Pokalspiele, in denen er fünf Tore erzielte. International kam er in vier unterschiedlichen Pokalwettbewerben zum Einsatz.
Im Wettbewerb um den Europapokal der Landesmeister hatte er am 14. September 1983 im Hinspiel gegen den AS Rom in der 1. Runde seine Premiere, der sich auch das Rückspiel am 28. September 1983 anschloss. Drei Tore in diesem Wettbewerb gelangen ihm in sechs Spielen bis zum Ausscheiden im Viertelfinale gegen Panathinaikos Athen (Fußball) in den beiden Ersstrundenspielen gegen den luxemburgischen Vertreter FC Avenir Beggen beim 8:0-Sieg im Hinspiel und beim 9:0-Sieg im Rückspiel am 19. September und 3. Oktober 1984.
Im Wettbewerb um den Europapokal der Pokalsieger 1979/80 wirkte er bis zum Ausscheiden im Viertelfinale gegen den FC Arsenal in drei der sechs ausgetragenen Spiele mit. Mit dem Ausscheiden in der 1. Runde 1982/83 gegen den Újpesti Dózsa SC Budapest bestritt er seine letzten beiden Spiele in diesem Wettbewerb.
Im Wettbewerb um den UEFA-Pokal nahm er mit seiner Mannschaft an drei Austragungen teil, erstmals in den beiden Erstrundenspielen gegen den FC Twente Enschede bei der 1:5-Niederlage im Hinspiel in Enschede am 17. September und beim 2:0-Sieg im Rückspiel am 1. Oktober 1980. Seine zweite Teilnahme in diesem Wettbewerb war von Erfolg gekrönt; er bestritt mit zwölf Einsätzen alle Hin- und Rückspiele einschließlich des Finales. Gewann er das Hinspiel am 5. Mai 1982 gegen den Hamburger SV denkbar knapp mit 1:0 im Ullevi-Stadion, so fiel der Sieg im Rückspiel am 19. Mai 1982 im Hamburger Volksparkstadion mit 3:0 deutlich höher aus. Diesen internationalen Pokal gewann er und seine Mannschaft fünf Jahre später gegen Dundee United ein zweites Mal; wobei er nicht zur Finalmannschaft gehörte, jedoch mit sechs Spielen bis einschließlich der 3. Runde dazu beigetragen hatte.
Des Weiteren nahm er im Zeitraum von 1979 bis 1987 – mit Unterbrechungen – auch am Wettbewerb um den Intertoto-Cup teil und erzielte fünf Tore in 23 Spielen. In diesem letzten Jahr ließ er seine Spielerkarriere beim Torslanda IK in der seinerzeit fünftklassigen Division 4 ausklingen.

## Erfolge
- UEFA-Pokal-Sieger 1982, 1987
- Schwedischer Meister 1982, 1983, 1984
- Schwedischer Pokal-Sieger 1979, 1982, 1983